# Pernilla Andersson
Pernilla Maria Theresa Andersson, coniugata Dregen (Stoccolma, 10 dicembre 1974), è una cantante svedese.

## Biografia
Pernilla Andersson, cresciuta tra Hässleholm e Kristianstad, ha ottenuto il suo primo ingresso nella Sverigetopplistan al 19º posto nel 2007 con il quarto album in studio Baby Blue, disco a cui hanno fatto seguito tre LP classificati Gör dig till hund (34º; 2008), Ashbury Apples (25º; 2009) e Ö (5º; 2010) prima della sua partecipazione a Melodifestivalen 2011, la selezione nazionale decretante il partecipante svedese all'Eurovision Song Contest; evento in cui ha presentato l'inedito Desperados, il suo primo ingresso nella hit parade dei singoli. Nello stesso anno è stata candidata per due Grammis, uno per il compositore dell'anno e l'altro per l'artista femminile dell'anno.
Det är en spricka i allt det är så ljuset kommer in, pubblicato l'anno successivo, le ha garantito il suo miglior posizionamento nella Sverigetopplistan, fermandosi in 2ª posizione. Tiggrinnan, che ha esordito al 5º posto della stessa graduatoria, ha invece ricevuto la nomination per l'artista folk dell'anno alla Grammisgalan annuale.
A circa cinque anni di distanza è ritornata sulle scene musicali con il decimo album in studio Samma dag som Elvis, trainato dal singolo omonimo, che è divenuto il suo quinto progetto a collocarsi fra le prime 20 posizioni in Svezia.

## Discografia

### Album in studio
- 1999 – My Journey
- 2000 – All Smiles (con Beata Söderberg e Joakim Milder)
- 2004 – Cradlehouse
- 2007 – Baby Blue
- 2008 – Gör dig till hund
- 2009 – Ashbury Apples
- 2010 – Ö
- 2012 – Det är en spricka i allt det är så ljuset kommer in
- 2016 – Tiggrinnan
- 2021 – Samma dag som Elvis

### Album dal vivo
- 2012 – Tre Och en flygel live
- 2014 – Pernilla Andersson & Gävle Symfoniorkester under ledning av Hans Ek
- 2017 – Vintersånger från Garbo

### EP
- 2007 – The Big Cover Up

### Singoli
- 1999 – Walk Another Road
- 2007 – Scary Ordinary
- 2008 – Johnny Cash & Nina P
- 2009 – Vintern blev för lång
- 2009 – Moody Tuesday
- 2010 – Dansa med dig
- 2010 – Som en ö
- 2011 – Desperados
- 2012 – Judy
- 2015 – Bättre än så här
- 2016 – Mitt guld
- 2016 – Julbetraktelse från Söder (Sofia ringer nytt)
- 2017 – Säga nånting bra
- 2017 – Här kommer snön
- 2018 – En gång ägde jag mitt liv
- 2018 – Det fryser på Norrmälarstrand igen
- 2019 – Låt det gå (långfinger upp)
- 2019 – Decemberblues (con Viktor Olsson)
- 2020 – Koltrast vid Haväng
- 2021 – Samma dag som Elvis
- 2021 – Weatherman
- 2022 – Handen på höften